# Formazione dei Guess Who
La seguente è una lista di tutti i membri della band The Guess Who.

## Storia
Attivi dal 1969, I Guess Who si sciolsero ufficialmente per la prima volta nel 1975, per poi riformarsi nel 1977, senza però la presenza di Randy Bachman. Due mesi dopo la formazione firmarono un contratto con la RCA per la distribuzione, con la quale pubblicarono il loro album d'esordio, Wheatfield Soul.
La band subì molti cambi di formazione. Durante l'era classica, 1969-1975, Cummings e il batterista Garry Peterson erano gli unici membri costanti; A loro si unirono cinque chitarristi e due bassisti in quegli anni. Cummings terminò la band nel 1975 e intraprese una carriera solista. Nei decenni successivi, Cummings e il chitarrista originale Randy Bachman condussero diversi spettacoli di reunion o brevi tour commemorativi con vari ex membri.
Peterson apparve in entrambe le sequenze dei tour di reunion. Kale si è ritirato nel 2016 e Peterson (l'ultimo membro originale rimasto) continua a guidare una formazione usando il nome The Guess Who fino ad oggi.

## Formazione

### Formazione attuale
- Derek Sharp - voce (2008-presente)
- Michael Staertow - chitarra (2021-presente)
- Leonard Shaw - tastiera (1990-presente)
- Bill Wallace - basso (1972-1977)
- Garry Peterson - batteria (1967-2000; 2004-presente)

### Ex componenti
- Burton Cummings - voce, flauto (1969-1975; 2000-2003)
- Randy Bachman - chitarra  (1969-1975; 2000-2003)
- Jim Kale - basso (1965-1972; 2000-2003)
- Greg Leskiw - chitarra (1969-1972)
- Kurt Winter - chitarra (1969-1974; morto nel 1997)
- Donnie McDougall - chitarra (1972-1974)
- Mike McKenna - chitarra (1981-1984)
- Will Evankovich - chitarra (2014-2021)
- Rudy Sarzo - basso (2014-2023)